# Sparta Bevere
VC Sparta Bevere is een  Belgische voetbalclub uit Bevere. De club is aangesloten bij de KBVB met stamnummer 6261 en heeft geel en blauw als kleuren. Het eerste team speelt in de Derde Provinciale.

## Geschiedenis
Sparta Bevere werd opgericht in 1959 en sloot zich aan bij de Belgische Voetbalbond. Bevere ging er in de provinciale reeksen spelen. De hoogste afdeling waarin er werd gespeeld was 1ste provinciale.
In Juni 2023 werd besloten de handdoek in de ring te gooien bij gebrek aan spelers.

In December 2023 werd echter aangekondigd dat Sparta Bevere in het komende seizoen 2024/2025 opnieuw zou aan treden in 4e Provinciale.